# Pallavolo Palermo 2002-2003
Questa voce raccoglie le informazioni riguardanti la Pallavolo Palermo nelle competizioni ufficiali della stagione 2002-2003.

## Organigramma societario
Area tecnica
- Allenatore: Eraldo Buonavita (fino al 22 novembre 2002), Amedeo Serio (dal 27 novembre 2002)
- Allenatore in seconda: Valerio Evola (dal 27 novembre 2002)

Area sanitaria
- Medico: Silvano Maggio
- Fisioterapista: Francesco Dragotta

## Rosa
| N° | Nome                | Ruolo | Data di nascita   | Nazionalità sportiva |
| -- | ------------------- | ----- | ----------------- | -------------------- |
| 1  | Mirela Sesti        | L     | 25 giugno 1966    | Italia               |
| 2  | Antonella Bragaglia | C     | 4 febbraio 1973   | Italia               |
| 3  | Ina Maser           | S     | 12 gennaio 1977   | Germania             |
| 4  | Ilona Marljukić     | S     | 14 giugno 1973    | Serbia e Montenegro  |
| 5  | Natalia Romanova    | S     | 11 novembre 1972  | Perù                 |
| 6  | Ana Paula Mancino   | P     | 22 novembre 1971  | Italia               |
| 7  | Anja Pietrek        | S     | 13 marzo 1979     | Germania             |
| 8  | Bojana Marjanović   | C     | 27 settembre 1980 | Serbia e Montenegro  |
| 9  | Olessia Karalious   | S     | 30 marzo 1973     | Russia               |
| 10 | Beatrice Zanotti    | C     | 19 luglio 1976    | Italia               |
| 11 | Eva Stepanciková    | P     | 11 dicembre 1972  | Rep. Ceca            |
| 12 | Antonella Moltrasio | S     | 19 giugno 1986    | Italia               |
| 13 | Ilenia Di Blasi     | S     | 13 marzo 1982     | Italia               |